# Cinchona fruticosa
Cinchona fruticosa är en måreväxtart som beskrevs av Bengt Lennart Andersson. Cinchona fruticosa ingår i släktet Cinchona och familjen måreväxter. Inga underarter finns listade i Catalogue of Life.